# Coleosoma floridanum

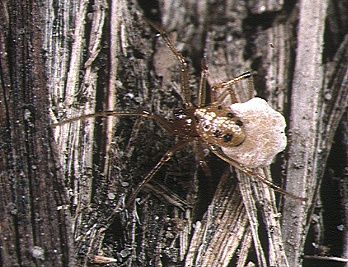
Vrouwtje

Coleosoma floridanum is een spinnensoort in de taxonomische indeling van de kogelspinnen (Theridiidae).
Het dier behoort tot het geslacht Coleosoma. De wetenschappelijke naam van de soort werd voor het eerst geldig gepubliceerd in 1900 door Nathan Banks.